# St-Saturnin (Belpech)

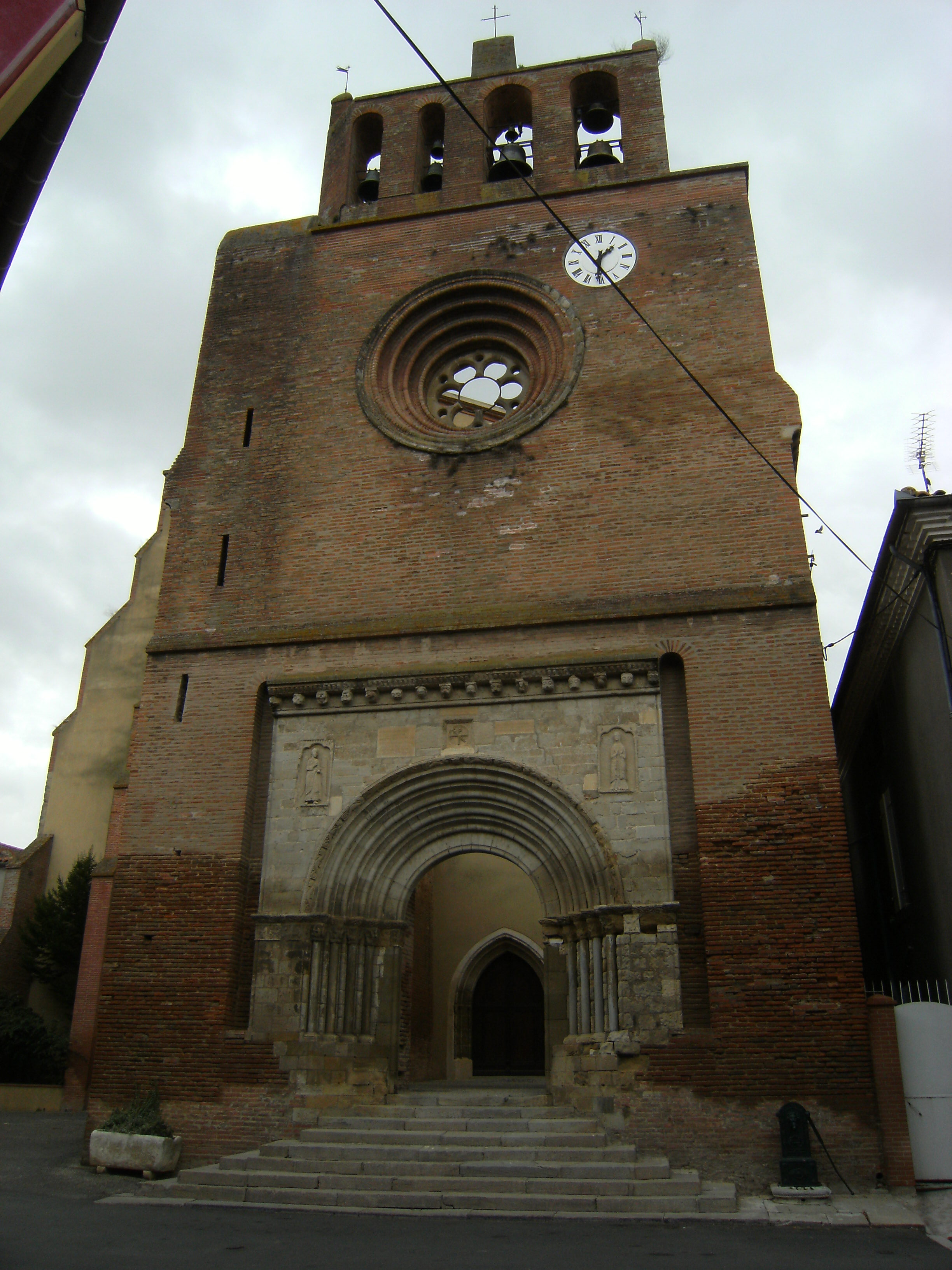
Belpech – Kirche Saint-Saturnin, Glockengiebel mit romanischem Portal

Die Kirche Saint-Saturnin in Belpech gehört wegen des noch erhaltenen romanischen Portals des Vorgängerbaus zu den eindrucksvollsten Sakralbauwerken im Département Aude in der Region Okzitanien im Süden Frankreichs. Der im tolosaner Stil des 14. und 15. Jahrhunderts errichtete Kirchenbau ist die heutige Pfarrkirche von Belpech.

## Baugeschichte
Die Baugeschichte der mittelalterlichen Kirchenbauten von Belpech, die beinahe allesamt verschwunden sind, liegt weitgehend im Dunkeln; schriftliche Dokumente existieren nicht. Soviel ist jedoch klar: Im 12. Jahrhundert stand an der Stelle des heutigen gotischen Kirchenbaues ein in romanischen Stilformen errichteter Vorgängerbau – vielleicht eine Prioratskirche. Warum diese Kirche im 14./15. Jahrhundert abgerissen und neugebaut wurde (Baufälligkeit, Brand, Kriegsschäden, veränderter Zeitgeschmack) ist unklar. Das eindrucksvolle romanische Portal mit der eingemeißelten Jahreszahl 1162 war aufgrund seiner Dimensionen und seiner repräsentativen Gestaltung mit hoher Wahrscheinlichkeit nicht der Eingang zu einer unbedeutenden Pfarrkirche; es blieb jedoch erhalten und wurde – eine frühe denkmalpflegerische Maßnahme – in den Unterbau des freistehenden Glockengiebels integriert. Warum allerdings die neue Kirche nicht bis an das alte Portal herangeführt wurde (wie z. B. bei der Kirche von Argenton-les-Vallées), bleibt ein weiteres Rätsel.

## Architektur

### Steinmaterial
Ob der romanische Vorgängerbau – wie das Portal – komplett oder in Teilen aus Sandstein erbaut war, ist nicht bekannt; jedenfalls mussten Natursteine im tolosaner Raum von weither herangeschafft werden, was enorme Transportkosten verursachte. Die gotische Kirche ist – wie in der Umgebung von Toulouse üblich – aus vor Ort gebrannten Ziegelsteinen errichtet; nur einige wenige Bögen (Portal, Gewölberippen etc.) sind aus Sandstein.

### Glockengiebel

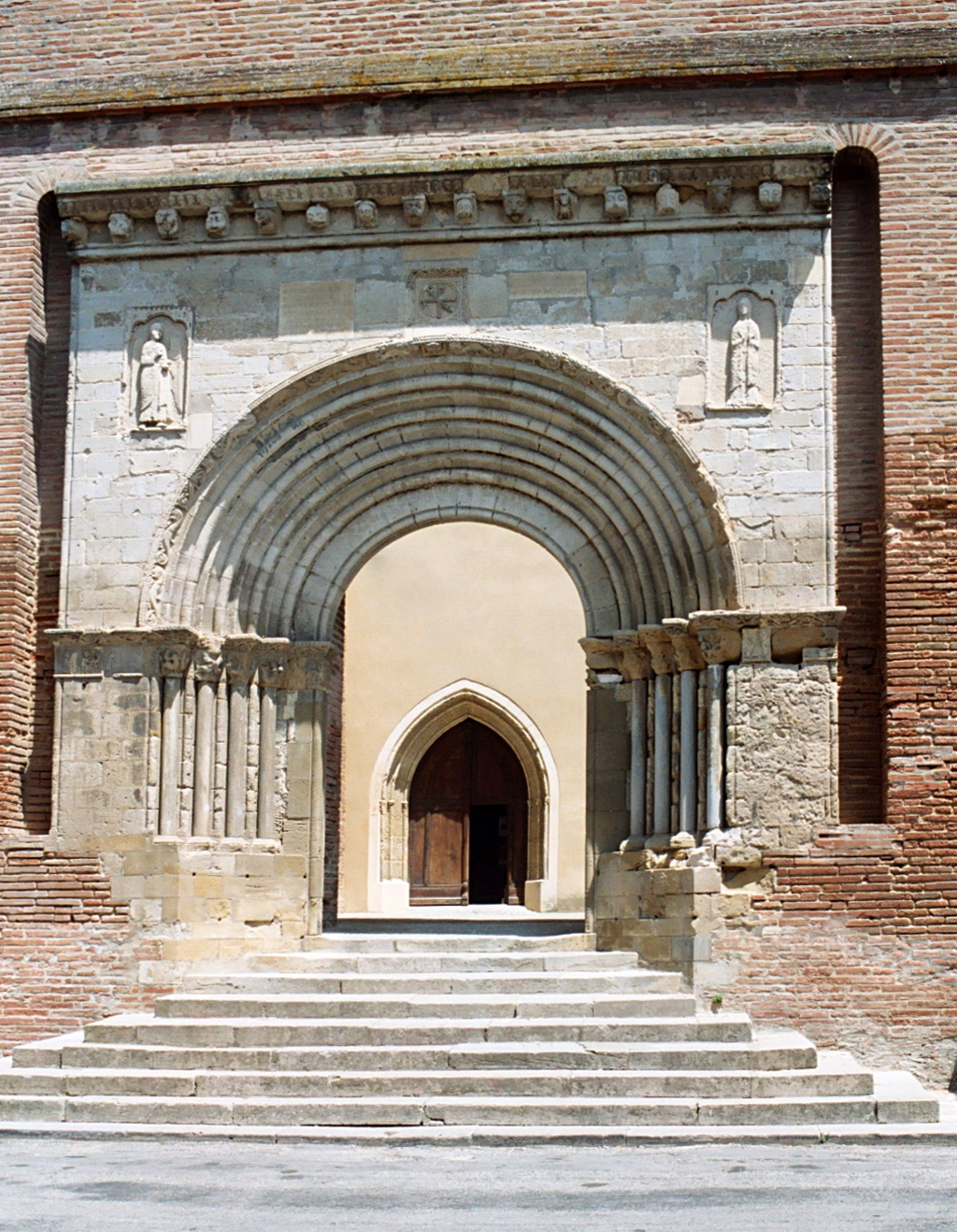
Belpech – Portale der Kirche Saint-Saturnin

Der aus Ziegelstein gemauerte Glockengiebel ist von einem mehrfach zurückgestuften zentralen Sechspassfenster geschmückt; den oberen Abschluss bilden zwei schmalere (links) und zwei breitere (rechts) Rundbogenarkaden zur Aufnahme von jeweils zwei Glocken.

### Portal
Gänzlich außergewöhnlich – nicht nur für den Süden Frankreichs – ist das vor dem eigentlichen gotischen Kirchenportal stehende und in die Fassade des imposanten Glockengiebels integrierte tympanonlose romanische Westportal des Vorgängerbaus aus dem Jahr 1162, welches bereits im Jahr 1906 als Monument historique anerkannt wurde. Dieses ist gänzlich aus hellem Sandstein errichtet und zeigt ein Portalgewände mit mehrfach zurückgestuften Säulen und darüber befindlichen Archivoltenbögen; der äußere Bogen wird gebildet von einer Reihe von Fabelwesen (Chimären), die ihren Kopf rückwärts gewendet haben. In den beiden Zwickeln links und rechts oberhalb des Portals finden sich zwei Figurenreliefs: ein Engel mit einer zum Gruß erhobenen rechten Hand (links) und eine weibliche Person mit – in einer Art Abwehrhaltung – angewinkelten Händen (rechts); zusammengesehen ergibt diese Konstellation eine Verkündigungsszene. Zwischen den beiden Figuren befindet sich ein Labarum mit dem Christussymbol bestehend aus den griechischen Buchstaben Chi und Rho, den Anfangsbuchstaben des Namens Christi. Zwei Tafeln mit lateinischen Inschriften befinden sich links und rechts davon. Recht interessant ist auch der abschließende Konsolenfries mit diversen Fratzengesichtern.

### Innenraum
Durch ein weitgehend schmuckloses gotisches Portal gelangt man ins Innere der Kirche. Dieses besteht aus einem rippengewölbten Kirchenschiff mit seitlich angrenzenden Kapellen, die – neben ihren religiösen und repräsentativen Funktionen – auch der statischen Stabilisierung des Bauwerks dienen. Hier sind auch einige Grabstelen mit rundem Aufsatz (stèles discoïdales) aufgestellt worden, die eine gewisse Ähnlichkeit mit baskischen Stelen (hilarri) haben, von denen es aber auch in anderen Regionen Südfrankreichs etliche Beispiele gibt. Darüber hinaus ist eine steinerne Grablegung Christi aus dem 16. Jahrhundert von Interesse.